# Relações entre Irã e Omã
As relações entre Irã e Omã são as relações diplomáticas estabelecidas entre a República Islâmica do Irã e o Sultanato de Omã. O Irã possui uma embaixada em Mascate e Omã possui uma embaixada em Teerã.
Os dois países compartilham laços diplomáticos e econômicos que datam do reinado de Mohammad Reza Pahlavi, o último monarca antes da Revolução Iraniana. O sultão de Omã, Qabus bin Said Al Said, morto em janeiro de 2020, travou, no início de seu reinado nos anos setenta, uma guerra de vários anos contra uma rebelião marxista na província de Dhofar. Foi com o apoio das tropas britânicas e, posteriormente, das forças aéreas e terrestres iranianas; em uma operação concebida inteiramente pelo próprio Xá que o sultão garantiu o seu governo.
Ambos os países são membros da Organização para a Cooperação Islâmica, do Movimento Não Alinhado e do Grupo dos 77. 